# Caspar Neumann (Theologe)

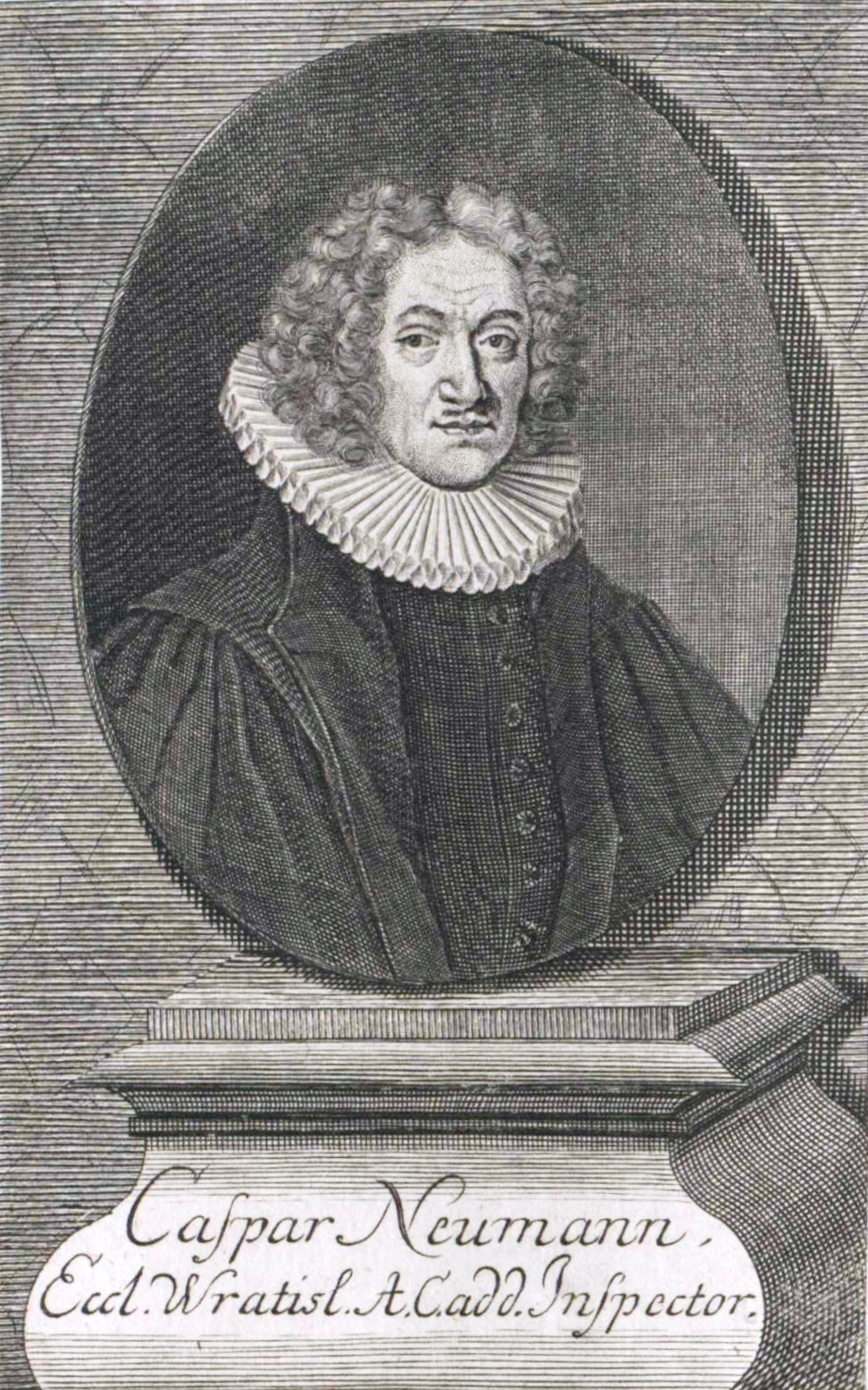
Caspar Neumann

Caspar Neumann oder Kaspar Neumann (* 14. September 1648 in Breslau; † 27. Januar 1715 ebenda) war er ein evangelischer Pfarrer, Kircheninspektor und Kirchenlieddichter. Darüber hinaus gilt er als einer der ersten bedeutenden deutschen Vertreter der Politischen Arithmetik und Wegbereiter der Bevölkerungsstatistik.
Sein Wirken fällt in eine Periode der stürmischen Entwicklung der Naturwissenschaften und Frühaufklärung am Ende des 17. Jahrhunderts.

## Familie und Ausbildung
Neumann entstammte einer lutherisch geprägten Familie. Sein Vater war Ratssteuereinehmer in Breslau. Zunächst erhielt er Privatunterricht im Hause seiner Eltern.
Nach dem Tod des Vaters (1660) absolvierte er eine Apothekerlehre und besuchte von 1661 bis 1667 das Maria-Magdalenen-Gymnasium in Breslau. Im Jahr 1667 nahm er an der Universität Jena ein Theologie-Studium auf. Zu seinen bedeutenden Lehrern gehörten der Mathematiker und Philosoph Erhard Weigel ebenso wie die Theologen Johann Musäus und Johann Ernst Gerhard sowie der Orientalist Frischmuth. Insbesondere Weigel, zu dessen Schülern auch der berühmte Gottfried Wilhelm Leibniz zählte, lenkte Neumanns Aufmerksamkeit auf die Philosophen Francis Bacon und René Descartes. Deren Ideen beeinflussten seine ablehnende Haltung gegenüber dem Pietismus und Mystizismus und ließen ihn die Methode der Naturforschung auch auf die Theologie in Anwendung bringen, so dass er als erster in Schlesien die mathematisierte Theologie und rationalistische Frühaufklärung vertrat. 1670 promovierte er zum Magister der Philosophie und hielt Vorlesungen über Politik, Rhetorik und Homiletik. Schon frühzeitig zeichnete sich Neumann durch eine hervorragende Rednergabe aus. In seinen Reden nahm er auch immer wieder Bezug auf wissenschaftliche Themen, so in seiner Grabrede für den bedeutenden Arzt und Naturforscher Werner Rolfinck in Jena (1673).

## Wirken
Nach Beendigung seiner Universitätszeit trat Neumann in den Dienst Herzogs Ernst des Frommen und begleitete dessen Erbprinzen auf einer Reise durch Deutschland und die Schweiz. Es folgten einige Jahre als Hofprediger in Altenburg. In dieser Zeit heiratete er die Tochter des Leibarztes des Fürsten von Sachsen-Friedenstein, J. J. Rabe. Bald darauf 1678 erhielt Neumann einen Ruf, als Diakonus an der Maria-Magdalenen-Kirche in Breslau tätig zu sein. Er kehrte in seine Heimatstadt zurück und blieb ihr bis zu seinem Tod am 27. Januar 1715 eng verbunden. Auch eine Berufung als Superintendent nach Lüneburg 1692 lehnte er ab. In Breslau war er zuvor Pastor an der Magdalenenkirche (1689), und seit 1697 bekleidete er die Stelle eines Inspektors der evangelischen Kirchen und Schulen und eines Pastors der Elisabeth-Kirche, sowie die damit verbundene erste Professur für Theologie an beiden städtischen Gymnasien. Zu seinen Breslauer Schülern zählte u. a. der Philosoph Christian Wolff, der bekannte, „Neumann in Breslau sei derjenige, von dem er am meisten gelernt und dessen Rat und Exempel ihm den größten Nutzen geschafft“ habe. Ein weiterer Schüler Neumanns war der Mediziner Johann Friedrich Bachstrom, der im Zuge einer radikalen Frühaufklärung für Volksbildung, Frauenemanzipation und Überwindung konfessioneller Gegensätze eintrat. In Breslau heiratete er in 2. Ehe Christiana Greiffen, Tochter von Christian Greiffen, Kaufmann in Breslau, und Sophia Regina Lindsay aus Annaberg im Erzgebirge.

## Leistungen
Zu Neumanns bedeutsamsten Leistungen auf theologischem Gebiet zählt das von ihm verfasste Gebetbuch Kern aller Gebete, das erstmals in Jena 1680 erschien, in alle bedeutenden europäischen Sprachen übersetzt und bis zu seinem Tod 22-mal aufgelegt wurde.
Des Weiteren verfasste Neumann eine Anzahl von Kirchenliedern und veranlasste die Herausgabe des ersten schlesischen Kirchengesangbuches (1703). Bereits in seinen Predigten kommt immer wieder sein naturwissenschaftliches Interesse zum Ausdruck. Dabei bezog er konsequent Stellung gegen den in der damaligen Zeit noch weit verbreiteten Aberglauben, insbesondere im Bereich der Astrologie. Anlässlich einer Gedenkrede für seinen verstorbenen Freund, den Breslauer Arzt und Naturforscher Gottfried Schulz betont Neumann die Wichtigkeit der Naturerkenntnis für eine richtige Gotteserkenntnis und hob bezugnehmend auf die zeitgenössische Entdeckung des Mikroskops durch Leeuwenhoek hervor: „Welche Wunder kann Leuenhock oder ein anderer seines Gleichen, mit einem kleinen Vergrößerungsglase anrichten. Columbus und Americus haben so viel nicht gethan, da sie mit Lebensgefahr eine Neue Welt erfunden. Denn hier finde ich durch Hülfe eines kleinen geschliffenen Glases eine Neue Welt mitten in der Alten, neue Creaturen, von denen unsere Vorfahren nichts gewusst haben, und immer ein Geschöpffe Gottes in dem andern, und auf dem, welches vorhin niemand gesehen, wenn es ihm gleich vor den Augen gelegen.“

## Naturforschung
Neumann verfolgte nicht nur die neuesten naturwissenschaftlichen Entdeckungen aufmerksam und diskutierte in seinen Briefen astronomische, meteorologische und physikalische Beobachtungen, sondern er betätigte sich auch selbst unter anderem auf dem Gebiet der Botanik, indem er insbesondere neben anderen botanischen Seltenheiten die Pflanzen der Bibel in seinem Hausgarten zu kultivieren suchte.
Ausgehend von seiner theologischen Bildung und seinen naturwissenschaftlichen Interessen, versuchte Neumann die Methoden der Naturforschung mit der Theologie zu verknüpfen. Die mathematisch-experimentelle Untersuchungsweise, die auf vielen Gebieten der Naturwissenschaft im 17. Jahrhundert erfolgreich praktiziert wurde, diente Neumann als Vorbild auch bei der Untersuchung der Bewegungen im Leben und Sterben der Menschen.

## Anfänge der Statistik
Davon ausgehend, sammelte, ordnete und verglich er die in den Kirchenbüchern seiner Heimat niedergelegten Nachrichten über Geburts- und Sterbefälle der evangelischen Gemeinden von Breslau und bemühte sich, Informationen auch aus anderen Orten zu erhalten.

### Sammlung von Daten
Ende 1689 übersandte Neumann seine Reflexiones über Leben und Tod bei denen in Breslau Geborenen und Gestorbenen an Leibniz und führte in dem Schreiben weiter aus: „Noch zur Zeit kann man freilich nicht sehen, was eigentlich der Nutzen davon sein werde. Sollte aber Gott das Leben so lange fristen, dass man Rechnungen etzlicher Jahre zusammen bringen könnte, oder auch jemand in einer anderen Stadt dergleichen Observationes machen, und communiciren wollte, so würden als denn schöne Anmerkungen göttlicher Providenz über unser Leben und Tod, Erhaltung und Vermehrung der Welt, und dergleichen mehr können gemacht, auch vielerlei Aberglaube desto besser aus der Erfahrung widerleget werden. Ich beklage sehr oft, daß itzund fast die ganze gelehrte Welt in regno Naturae sich auf Experimenta leget und Observationes schreibt, aber kein Mensch dergleichen in regno gratiae oder in der Theologia zu thun gedenket, da wir doch auch in dieser Regierung unsers Gottes, wenn man nur wollte Achtung geben auf das Werk seiner Hände, alle Augenblicke würde Gelegenheit finden, mit Petro zu sprechen: nun erfahre ich in der Wahrheit, und also unser ganzes Christenthum mit lauter Experimentis würden darthun können. Es ist dieses eine Arbeit, in welcher ich schon oft einen Anfang zu machen mit vorgenommen habe, aber auch allemal gewünschet, daß etliche solche Freunde sein möchten, unter welchen ein jedweder ein gewisses Antheil dieser Arbeit besonders vor sich nehmen möchte.“

### Bewertung der Veränderungen
Dieses für die Entstehungsgeschichte der Bevölkerungsstatistik in Deutschland bedeutsame Dokument zeigt, dass Neumann als einer der ersten in Deutschland, ähnlich wie Graunt und Petty in England, sich bewusst die Aufgabe stellt, „die Veränderungen, welche in dem jeweiligen Stande der Bevölkerung durch die Geburten und Sterbefälle eintreten, und die man bis dahin als Fügungen der unerforschlichen Allmacht hingenommen hatte, vermittelst der ‚in regio naturae‘ bisher angewandten realistischen Methode zu untersuchen und nach den Gesetzen, welche in ihnen zum Ausdruck kommen, zu erforschen.“

### Rückführung auf göttliche Einflüsse
Neumanns erstmaliger Versuch, gestützt auf die empirische Analyse massenstatistischer Daten gesetzmäßige Zusammenhänge zwischen Leben und Tod zu finden und abergläubische Vorstellungen darüber zu widerlegen, ist darauf gerichtet, die Wirksamkeit Gottes auch auf diesem Gebiet nachzuweisen. In diesem Sinne eines „biometrischen Gottesbeweises“ kann er als legitimer Vorläufer des Begründers der Bevölkerungsstatistik in Deutschland, J.P. Süßmilch (1707–1767), gelten, der in seinem Hauptwerk Die göttliche Ordnung in den Veränderungen des menschlichen Geschlechts (1741) versuchte, „durch den Nachweis der Konstanz massenstatistischer Merkmale der Bevölkerung als Ausdruck des Willens Gottes einen Nachweis für dessen Existenz zu liefern“. Süßmilch selbst verweist in seinem Werk auf Neumanns Arbeiten: „In selbigen (sc. Jahren 1687–1691) hat der berühmte Doctor in der Gottesgelahrtheit Neumann in Breslau monatlich eine Liste der Gestorbenen ausgegeben, darinn er eines jeden Alter bemerket.“

## Auswirkungen auf andere Forscher
Die Wirkungsgeschichte der Neumannschen Untersuchungen setzte allerdings weit früher ein und erhielt ihre Bedeutsamkeit vor allem durch die Tatsache, dass sie eine wesentliche Grundlage für die 1693 von Edmund Halley veröffentlichte Studie An Estimate of the Degrees of the Mortality of Mankind, drawn from curious Tables of the Birth and Funerals at the city of Breslaw, with an Attempt to acscertain the Price of Annuities upon Lives bildete.
Es ist anzunehmen, dass Leibniz die Aufmerksamkeit der Royal Society in London auf Neumanns Arbeiten lenkte.

### Auswirkungen auf die Royal Society
Dadurch ist erklärbar, dass die Royal Society, die die Absicht hatte durch eine „mathematische Invention und vermittelst der Arithmetica“ Untersuchungen über die Lebensdauer der Menschen an verschiedenen Orten und über die Einwohnerzahl verschiedener Städte anzustellen, sich durch ihren Sekretär Justell nach Breslau wandte. Man hielt für derartige Untersuchungen eine im Landesinneren gelegene Stadt ohne größeren Fremdenverkehr für besonders geeignet. Justell sandte 1691 an Neumann ein Invitations-Schreiben zum Briefwechsel mit der Bitte um Übersendung der Toten-Register. Dieser wie auch der im Januar 1692 erfolgte Antwortbrief Neumanns, worin er die gewünschten Tabellen für die Jahre 1687 bis 1690 übersandte liegen leider nicht vor sind aber inhaltlich aus einem Antwortschreiben Justells vom 7. Oktober 1692 belegbar. Darin heißt es: „Mein Herr!- Dessen Schreiben vom letzten Januarii 1692 habe ich bekommen. Seine Todten-Register sind sehr gut befunden worden, sie sind sehr akkurat und alles, was man wünschen kann, ist darinnen anzutreffen. Wann sich die Königliche Sozietät wieder versammeln wird, will ich solche derselben einhändigen; die Engländer haben nicht Zeit auch nicht Geduld die ihrigen auf solche Art einzurichten.“
In einem weiteren Schreiben vom 9. Dezember 1692 sendet Neumann auch noch die Totenliste des Jahres 1691 an die Royal Society. Dieses Material liegt der Abhandlung Halleys zugrunde. Dieser zog in seiner Untersuchung auch praktische Schlussfolgerungen, indem er die Verwertung der Sterbetafel für das Versicherungswesen und den Leibrentenkauf in seine Betrachtungen einschloss. Darauf verweist auch Neumann in seiner Korrespondenz mit Halley und stellt fest: „Inzwischen bitte ich dringend, dass Sie ihr Beginnen fortsetzen und bei ihren ferneren Untersuchungen meine Beobachtungen nach wie vor practisch verwerthen.“

### Neumanns Ziele
Neumann selbst sieht das Ziel seiner Beobachtungen darin, „eine Übereinstimmung zwischen Glauben und Erfahrung herzustellen“. Gleichzeitig betont er sein Interesse an der Fortsetzung seiner Arbeiten und führt aus: „Von meinen Beobachtungen schicke ich vorläufig soviel, als fertig ist, und werde sie, so ich am Leben bleibe, in Zukunft fortsetzen. Im Übrigen strebe ich augenblicklich danach, auch an andern Orten ähnliche Beobachtungen anzuregen, und, da viel darauf ankommt, dass die Zahl der Menschen, deren Geburten und Todesfälle beobachtet werden sollen, feststeht, so werden wir versuchen, was sich in dem einen oder andern Dorfe thun läßt; dort wird sich die Zahl der Einwohner auch besser feststellen lassen, da sie constanter bleibt.“

### Auswirkungen auf Leibniz
Neumanns bevölkerungsstatistische Arbeiten fanden nicht nur ihren Niederschlag in Halleys Sterbetafeln, sondern erlangten, wie bereits erwähnt, große Beachtung bei dem bedeutenden Philosophen und Mathematiker Leibniz.
Leibniz, selbst Mitglied der Royal Society und mit einer Vielzahl der wissenschaftlichen Bestrebungen seiner Zeit vertraut, entwickelte auch auf dem Gebiet der politischen Arithmetik eigenständige Pläne und Ideen. So wollte er in einem Entwurf für die Akademie in Dresden diese mit einem statistischen Büro verbinden und stellte dazu fest: „Weilen wir auch entschlossen nach dem Exempel der Engländische Bill of mortality solche anstalt machen zu lassen, da nicht nur zu ende des jahres die zahl der geborenen und verstorbenen jedes geschlechts wie schohn gebräuchlich, erfahren, sondern auch unterscheide und veränderungen nach dem alter und sorte der menschen und der krankheiten und jahreszeiten beobachtet werden können; inmassen sich befunden, was für guthe und wichtige folgerungen darauss zu machen; so haben wir die Besorgung dieses werks auch Unsrer Societät hiermit in Gnaden auftragen wollen.“

## Schriften (Auswahl)
- Kern aller Gebeter und Bitten, Gebet, Fürbitte und Danksagung für alle Menschen, zu allen Zeiten, in allen Altern zu gebrauchen, Breslau 1680
- Gemeinsam mit Johannes Hancke: Exercitatio catoptrica de idolo speculi. Wratislaviae 1685[2]
- Ermahnungs-Predigt bei der Königs Wahl Josephi I. Breslau 1690
- Schuldiges Andencken […] Frau Agnes, Vermählte Gräfin von Schaffgotsch/ gebohrne Freyin von und zu Rackenitz. Baumann, Röhrer, Breslau 1693.
- Martinalia christiana oder der Nahmens-Tag Martini am Tage Gotthard gefeyert, Breslau 1710
- Neu-Eröffneter Beth-Tempel für Gläubige und Bethende Kinder Gottes, Hagen 1774 (Digitalisat)

## Mitglied an der Berliner Akademie
Auf Grund dieser Interessen ist es nicht verwunderlich, dass Leibniz in Kenntnis der wissenschaftlichen Tätigkeit Neumanns besonders dessen Verdienste auf bevölkerungsstatistischem Gebiet hervorhob. Nicht zuletzt darauf basiert sein Vorschlag, Neumann in die im Jahre 1700 gegründete Preußische Akademie der Wissenschaften aufzunehmen. Diesbezüglich äußert er in einem Brief an D. J. Jablonski: „Herr Neumann zu Breslau, so gute Theologico-Politische Vorschläge gethan, wie Observationes auf Art der englischen bills of mortality zu machen usw. sollte uns auch wohl anstehen.“ Dem Vorschlag Leibniz folgend wurde Neumann am 6. Dezember 1706 als auswärtiges Mitglied in die Akademie zu Berlin aufgenommen. Er empfand dies als große Ehre, die er einzig Leibniz zu verdanken habe und obwohl er zu bedenken gibt: „Im Übrigen occupiert mich mein Amt dermassen, dass ich Curiosa und Nova, wie sie eine solche Societät wird verlangen, nur als ein klein Neben-Werk gar selten fürzunehmen vermag“, bietet er der Akademie an, etwas von seinen statistischen Arbeiten zu edieren. Allerdings kommt es dazu nicht und die einzige Arbeit, die er der Berliner Akademie zusandte, beruhte auf seinen meteorologischen Beobachtungen.
Auch dieser letzte Aspekt beweist die Vielseitigkeit der wissenschaftlichen Interessen Neumanns, von denen zweifellos seine Untersuchungen zur Geburts- und Sterblichkeitsstatistik der Stadt Breslau, einen wesentlichen Beitrag zur Herausbildung der wissenschaftlichen Bevölkerungsstatistik, wie sie im 18. Jahrhundert vor allem durch Johann Peter Süßmilch begründet wurde, darstellen.